# Laura Lehnhardt
Laura Lehnhardt (* 20. Juni 1989 in Stralsund) ist eine ehemalige deutsche Schauspielerin.

## Leben und Karriere
Sie spielte – im Jahr 2001 in einer Nebenrolle in der ZDF-Serie Unser Charly und von 2001 bis 2008 in der aus ersterer hervorgegangenen ZDF-Serie Hallo Robbie! – die Rolle der Laura Lennart, Tochter des Biologen Dr. Jens Lennart.
Lehnhardt hat zwei Kinder, eine Tochter (* 2013) und einen Sohn (* 2016). 2007 begann sie eine Ausbildung zur Zahnmedizinischen Fachangestellten und arbeitet seither in diesem Beruf.

## Filmografie
- 2001: Unser Charly
- 2001–2008: Hallo Robbie!